# Памятник Ф. Э. Дзержинскому (Таганрог)
Памятник Ф. Э. Дзержинскому — памятник Феликсу Дзержинскому, установленный в Таганроге в 1987 году в конце улицы Дзержинского, у выезда на Привокзальную площадь.

## Памятник
Скульптор — А. Д. Щербаков, архитектор — П. В. Бондаренко.

## История
В Таганроге Феликс Дзержинский не бывал, хотя его отец, Эдмунд Иосифович Дзержинский несколько лет преподавал математику в Таганрогской классической мужской гимназии.
При этом, определённые отношения связывают Таганрог и Ф. Э. Дзержинского: он спас в 1922 году Таганрогский металлургический завод от закрытия. Трест «Югосталь», которому подчинялся Таганрогский металлургический завод, в 1922 году решил, что восстановление завода невозможно и он непригоден к дальнейшей работе. Был начат демонтаж оборудования, и только вмешательство председателя ВСНХ СССР Дзержинского спасло завод от ликвидации.
Торжественное открытие памятника состоялось 5 ноября 1987 года.